# Eilema amaurus
Eilema amaurus là một loài bướm đêm thuộc phân họ Arctiinae, họ Erebidae.